# Supercoppa russa 2017 (pallavolo femminile)
La Supercoppa russa 2017 si è svolta il 16 ottobre 2017: al torneo, dedicato alla memoria della pallavolista Galina El'nickaja, hanno partecipato due squadre di club russe e la vittoria finale è andata per la prima volta alla Dinamo Mosca.

## Regolamento
Le squadre hanno disputato una gara unica, valida peraltro anche per la seconda giornata di regular season del campionato 2017-18.

## Squadre partecipanti
| Squadra      | Qualificazione                  | Ultima partecipazione |
| ------------ | ------------------------------- | --------------------- |
| Dinamo Mosca | Vincitrice Superliga 2016-17    | Debutto               |
| Dinamo-Kazan | Vincitrice Coppa di Russia 2016 | Debutto               |

## Torneo
| 16 ottobre 2017 Dvorec sporta Dinamo, Mosca Durata: 1h:52 - Spettatori: ? | Dinamo Mosca | 3 - 1 | Dinamo-Kazan | 22-25, 25-21, 25-17, 25-23 |